# Football Club Verbroedering Dender Eendracht Hekelgem
Il Football Club Verbroedering Dender Eendracht Hekelgem, noto anche come FCV Dender EH e chiamato comunemente Dender, è una società calcistica belga con sede a Denderleeuw.

## Storia
Il Football Club Denderleeuw è stato fondato nel 1952 ed è stato registrato alla Federazione calcistica del Belgio nel 1953. Si qualificò per la prima volta per la Seconda Divisione nel 1996.
Alla fine della stagione 2000-01 l'F.C. Denderleeuw si unì con l'F.C. Eendracht Hekelgem, dando vita all'F.C. Denderleeuw E.H.. Un'altra unione avvenne nel 2005, questa volta con il Verbroedering Denderhoutem.
Il 31 maggio 2007, il Dender fu promosso nel massimo campionato calcistico belga per la prima volta nella sua storia, dopo aver battuto il Dessel.

## Rose delle stagioni precedenti
- 2007-2008

## Palmarès

### Competizioni nazionali
- Tweede klasse: 1

2006-2007
- Derde klasse: 2

2005-2006, 2021-2022

### Altri piazzamenti
- Derde klasse:

Vittoria play-off: 1995-1996

## Organico

### Rosa 2025-2026
Aggiornata al 4 agosto 2025.
| N. |                           | Ruolo | Calciatore         |
| -- | ------------------------- | ----- | ------------------ |
| 3  | Belgio (bandiera)         | D     | Joedrick Pupe      |
| 5  | Paesi Bassi (bandiera)    | D     | Luc Marijnissen    |
| 6  | Belgio (bandiera)         | C     | Kéres Masangu      |
| 7  | Francia (bandiera)        | D     | Bryan Goncalves    |
| 10 | Costa d'Avorio (bandiera) | A     | Moïse Sahi Dion    |
| 11 | Francia (bandiera)        | A     | Aurélien Scheidler |
| 15 | Polonia (bandiera)        | C     | Krzysztof Koton    |
| 16 | Rep. Ceca (bandiera)      | C     | Roman Květ         |
| 17 | Belgio (bandiera)         | C     | Noah Mbamba        |
| 18 | Belgio (bandiera)         | C     | Nathan Rôdes       |
| 19 | Nigeria (bandiera)        | A     | Jordan Kadiri      |
| 20 | Slovacchia (bandiera)     | C     | David Hrnčár       |
| 21 | Belgio (bandiera)         | D     | Kobe Cools         |

| N. |                        | Ruolo | Calciatore           |
| -- | ---------------------- | ----- | -------------------- |
| 22 | Nigeria (bandiera)     | D     | Benjamin Fredrick    |
| 23 | Belgio (bandiera)      | C     | Desmond Acquah       |
| 24 | Francia (bandiera)     | C     | Malcolm Viltard      |
| 26 | Indonesia (bandiera)   | A     | Ragnar Oratmangoen   |
| 30 | Francia (bandiera)     | P     | Guillaume Dietsch    |
| 34 | Paesi Bassi (bandiera) | P     | Michael Verrips      |
| 37 | Belgio (bandiera)      | A     | Ryan Adewusi         |
| 44 | Canada (bandiera)      | D     | Luc De Fougerolles   |
| 67 | Marocco (bandiera)     | D     | Nail Moutha-Sebtaoui |
| 77 | Belgio (bandiera)      | A     | Bruny Nsimba         |
| 88 | Belgio (bandiera)      | D     | Fabio Ferraro        |
| 90 | Belgio (bandiera)      | A     | Mohamed Berte        |